# Весела браћа (слика)
Весела браћа је слика реализма Уроша Предића. Представља уље на платну, насликано 1887. године. Тренутно се налази у Народном музеју у Београду. Приказује четворо пијаних младића који шетају својим селом, док мајка једног детета из даљине исказује своје неодобравање кроз вику. Наводи се да је слика инспирисана честим призорима у Предићевом родном селу Орловат — пијаних младића који су се у зору враћали из кафане. Предић је насликао композицију надајући се да ће то наговорити сељане да се промене, али је био разочаран зато што није смањио учесталост пијанства у Орловату, већ је прихваћено од стране самих сељана који су били срећни што су приказани.
Историчар уметности сугерише да су на слику утицала дела Роза Бонера и Гистава Курбе, док други верује да су утицај имали сатиричар Вилијам Хогарт и Оноре Домије. Шаљиви садржај слике је допринео популарности међу критичарима, колекционарима и широм публиком, што је довело до тога да је Предић 1918. и 1922. насликао две реплике. До 1890. године је оригинал био у власништву Народног музеја, у чијем је поседу и остао.

## Историја
Урош Предић (1857—1953) био је један од најуспешнијих српских реалиста 19. и 20. века. Родом из Орловата, села у банатској регији Аустроугарске, Предић је током своје каријере цртао сцене живота у селу. Једна од најчешћих знаменитости, током његовог боравка, био је опијени младић који се у зору враћао из кафане и будио цело село. Предић је, сликајући композицију, покушавао не само да реално прикаже савремени сеоски живот, већ и да пренесе поруку. „Посматрао сам ово сваки дан”, објаснио је „Рекао сам себи да морам на неки начин да кажем тим људима до каквог су несрећног нивоа дошли и да имам морални утицај на њих, хватајући све лоше навике мојих сународника”. Предић је изразио неодобравање понашања сељана у ранијем делу Clients in Front of a Lawyer's Door (1886).

## Сликарство

### Опис
Весела браћа је уљана слика димензије 82 × 122 центиметара. „То је увид у живот села почетком јесени”, објаснио је Предић, „Жетва је сакупљена и свиње заклане. Пожари су запаљени, ражњи окренути, точено пиће и прославе у току. Ваздух је испуњен аромом... кување меса... и звуци музике и пијане песме који нарушавају мир у селу”.
Према Предићевим речима, слика приказује четворо алкохолизираних младића који су целу ноћ пили и после у таквом стању шетали кроз своје село око зоре, будећи све своје комшије. Шетају средином земљаног пута, држећи се подаље од околних кућа како не би налетели на зид и повредили се. Играч гајде, најтрезнији од четворице, корача благо испред својих пријатеља. Онај лево, најмлађи из групе, хода бос по блату наслањајући се на једног свог пријатеља, на његово раме. Човек којег придржавају, а који је најпијанији, платио је свима пиће претходне ноћи. Човек с његове десне стране управо је схватио да шета поред свог трошног дома. Његова мајка, упозорена смехом и песмом младића, излази из куће и препознаје сина. Почиње да виче на њега и прети му да ће га ударити кад се врати, али младић се једноставно насмеје и маше јој. Млада девојка вири кроз доње окно левог прозора куће крајње десно, питајући се да ли је њен дечко део групе. Знак изнад ње гласи Szeszfőzde (дестилерија на мађарском језику). Предићеви иницијали ћирилицом, У. П. се налазе у доњем десном углу.
У својим белешкама, Предић идентификује појединце који су приказани на слици као Макс, Никола Бојић и Никола Маџаров. Предић је описао особу са десне Маџарове стране као младића из Орловата.

### Анализа
Историчар уметности Лилијен Филипович Робинсон тврди да је слика заснована на прогресивном стилу француских реалиста као што су Роза Бонер и Гистав Курбе. Признаје да не постоје документарни докази који указују на то да је на Предића утицао Курбетов приказ сељачког живота, али напомиње да је његово дело било у јавном власништву у време када су настала Весела браћа и било је прилично популарно у целој Европи. Филипович Робинсон сматра да је Предић одбацио прецизност и линеарност како академске, тако и бидермајерске уметности, и као што би то учинио Курбе, јако текстурисаним четкица дефинисао је храпавост блатњавог пута. Такође, повлачи паралеле између слике и Курбетових Peasants of Flagey, која је приказана 1850—1951, заједно са Туцачи камена и Сахрана у Орнану.
Историчар уметности Дејан Медаковић својевремено је сугерисао да Предић имитира стил сатиричара Вилијама Хогарта и Онора Домијеа. Филипович Робинсон пише да је Предићев покушај емулације, ако је то било тако, готово сигурно био неуспешан: „Можда је то било због урођених ограничења његове теме, због чињенице да фигуре нису карикатурне и да се слика руга хумору”. Према Филиповичу Робинсону, Предићев третман балканског сеоског живота разликује се на више начина од третмана његовог савременика Паје Јовановића, који је био познат по сликању сличних предмета. Јовановићеве слике су засноване на пажљивим етнографским проучавањима сеоских ношњи и предмета свакодневног живота, док Предићевим делима недостаје Јовановићева прецизност, због уметникове тежње да претходно не изради детаљна проучавања својих предмета. Наводи: „Слике су више гестуалне због комбинације издашних потеза четком и минималне линеарне дефиниције. Ова слика, такође, Предића много приближава смелијим експериментима минхенске школе, не само због текстурне игре блатом натовареног тла против грубе сељачке одеће, него и својим убедљивим приказом атмосфере предвечерја”.

## Наслеђе
Видевши репродукције слике, сељани је нису протумачили као позив на промену. Уместо тога, поласкани су Предићевој одлуци да их прикаже. Филипович Робинсон наводи: „Нарочито за локалну публику такав олаки дидактизам испреплетен познатим и вољеним светом неизмерно је задовољавао”. Каже се да је Предић приликом једне посете кући отишао у локалну кафану и наишао на покровитеље који су испитивали репродукцију његове слике. Одређени број покровитеља, од којих су неки били укључени у састав, тапкали су га у пијаном стању по рамену и похвалили су га колико их је тачно забележио. Оно што Филипович Робинсон назива Предићевим „добронамерним и суптилним морализирањем”, учињено је неефикасним.
Пишући за новосадску публикацију Јавор 1890. године, критичар Милан Решетар је уврстио слику међу Предићева најбоља дела до тада. Хрватски часопис Vienac је позитивно оценио дело, рекавши да нуди тужан поглед на услове у Банату. Часопис је хвалио Предића као „правог уметника... онај који се не боји да искористи свој таленат за образовање људи и неговање племенитијих аспеката људске природе”. Критичари су били задовољни Веселом браћом, јер не само да је пружао поучан наратив, већ је демонстрирао уметникове техничке способности. Овакво виђење сеоског живота је у великој мери допринео Предићевој популарности међу колекционарима из средње српске класе у настајању. Репродукције слике су наишле на комерцијални успех, што је додатно допринело њеној популарности што је Предића навело да наслика две реплике, једну 1918. и другу 1922. До 1890. године је оригинал био у власништву Народног музеја, у чијем поседу и остаје.